# Felgueiras e Maçores
Felgueiras e Maçores (llamada oficialmente União das Freguesias de Felgueiras e Maçores) es una freguesia portuguesa del municipio de Torre de Moncorvo, distrito de Braganza.

## Historia
Fue creada el 28 de enero de 2013 en aplicación de una resolución de la Asamblea de la República de Portugal promulgada el 16 de enero de 2013 con la unión de las freguesias de Felgueiras y Maçores, pasando su sede a estar situada en la antigua freguesia de Felgueiras.

## Demografía
| Gráfica de evolución demográfica de Felgueiras e Maçores entre 2011 y 2021 |
|                                                                            |
| Datos según el nomenclátor publicado por el INE portugués.                 |

## Turismo[2]

### Puente de Santa Ana
Caminata. El Ponte de Santa se extiende sobre la Ribeira do Mosteiro.

### Ruinas del Distrito Ferroviario de Pocinho 🇵🇹
Caminata. Pocinho es una aldea del municipio de Vila Nova de Foz Côa, situada en la margen izquierda del río Duero. 

### Eco-pista del Sabor: Carviçais a Torre de Moncorvo[2]
Ciclismo. Se trata de una ecopista (antigua vía férrea reconvertida en sendero verde) en una de las regiones más aisladas de Portugal. 

### Mirador de San Gregorio
Ciclismo de carretera. Mirador llamado Miradouro do Vale do Sabor en bajada o subida.